# Jessica Chaffin
Jessica Chaffin (nacida en Newton, Massachusetts) es una actriz estadounidense. Actuó en la serie de televisión Zoey 101 con el papel de Coco y fue invitada en algunos episodios de El show de Amanda.

## Trabajos

### Televisión
- Sam & Cat
- New Girl
- Entourage
- Weeds
- Zoey 101
- Las Vegas
- Cross Balls
- What I Like About You
- Late Night With Conan O'Brien
- All That
- El show de Amanda
- Upright Citizens Brigade
- 90210

### Cine
- Wild Girls Gone (2007)
- Spy (2015)